# パイロットプラント
パイロットプラント（pilot plant）とは、主として化学、機械、電気などの工業、あるいは農業などにおいて実用的なプラント設計に先立ち、必要な設計データ収集のために試験的に組み立てる、ほぼ実用プラントと同様の機能を持った試験室的段階と実用の段階との中間の位置づけとなるプラント。文字通り、水先案内人（pilot）となる予備プラントである。研究者と実用機械、設備、装置などの設計、保守、運転者などの各分野の専門家らと経済、公害、行政法までもよく知る総合判断の出来るプロジェクトチームリーダーとで構成する、職制とは一線を画すプロジェクトチーム制となることが多い。
実用機械・設備・装置などは、質量・面積・体積・電流値などが巨大化（スケールアップ）するため、予期せぬトラブルが起こることが多く、一度、実用機（器）を設置すると部分的な設計変更が効かないことが多い。このため、パイロットプラントでは、基本的な次元、すなわち、長さ（面積、体積を含む）・質量・時間・電流などとその時の温度、入力（熱量や動的エネルギーなど）とその結果得られる仕事量（収率、生産量、発電量などの中間または最終目的となるもの）との関係などの詳細なデータが取られる。